# Thermocellio nodulosus
Thermocellio nodulosus là một loài chân đều trong họ Porcellionidae. Loài này được Verhoeff miêu tả khoa học năm 1942.